# British India
British India is een Australische rockband uit Melbourne. Hun debuutalbum Guillotine werd uitgebracht in 2007 en leverde de band een nominatie voor een Triple J Award op. De band won een AIR Award in de categorie Best New Group.
Op 18 september 2018 kondigde de band het vertrek van gitarist Nic Wilson aan. Er volgde een afscheidstour door het land. Hierna lastten de overgebleven leden een pauze in die startte in januari 2019. Nog geen jaar later kwam de band weer bij elkaar. Op 27 augustus 2019 werd aangekondigd dat Wilson werd vervangen door Jack Tosi.

## Discografie
- Guillotine, 2007
- Thieves, 2008
- Avalanche, 2010
- Controller, 2013
- Nothing touches me, 2015
- Forgetting the future, 2017